# 垂水稔朗
垂水 稔朗（たるみ としろう、1993年11月1日 - ）は、日本の元プロボクサー。日本の総合格闘家。愛媛県新居浜市出身。元協栄ボクシングジム所属。

## 人物
1993年11月1日、愛媛県新居浜市出身。愛媛県立今治西高等学校を経て、早稲田大学卒業。

## 来歴
2014年6月9日に入江翔太とウェルター級4回戦を戦い、4回0分17秒TKO勝ちを収めデビュー戦を白星で飾った。
しかしその後は3戦連続で引き分けになるが、2015年3月30日に後楽園ホールで行われた「第72回東日本新人王戦」にて安藤暢文とウェルター級4回戦を戦い、4回1分30秒TKO勝ちを収めて4試合ぶりの勝利となった。次の試合は判定勝ちを収め、同年7月4日に後楽園ホールで行われた第7東日本新人王戦で永野祐樹とウェルター級4回戦を戦い、4回0-3（37-38×3）の判定負けでプロ初黒星を喫した。
2017年7月10日に後楽園ホールで行われた「A-sign.Bee5」にて日本ウェルター級9位の佐藤矩彰と65.5キロ契約8回戦を戦い、8回3-0（77-75×2、79-74）の判定勝ちを収めた。なおこの試合で東日本ボクシング協会から2017年7月度月間賞新鋭賞を受賞した。また同月27日にJBCの発表した最新ランキングで初めてウェルター級日本ランク入りを果たす。
その後2連勝して2018年6月21日に後楽園ホールで行われた「ゴールデンチャイルドボクシングvol.123」で日本ウェルター3位の藤中周作とウェルター級8回戦を戦い、8回3-0（76-75、78-73×2）の判定勝ちを収めた。そして同年11月12日に安藤暢文とウェルター級6回戦を戦い、5回2分6秒TKO勝ちを収めて3年8か月ぶりの再戦も制した。
2019年10月26日、後楽園ホールで日本ウェルター級王座挑戦者決定戦として、IBF世界同級8位・日本同級1位の小原佳太と対戦するも、4回2分59秒TKO負けを喫し、挑戦権を獲得することは出来なかった。
JBCが2020年1月14日に発表した日本ランキングから、引退したことが判明した。

## 戦績
- プロ - 19戦12勝4敗3分（6KO）

| 戦           | 日付           | 勝敗 | 時間    | 内容    | 対戦相手                       | 国籍   | 備考                                 |
| ------------ | -------------- | ---- | ------- | ------- | ------------------------------ | ------ | ------------------------------------ |
| 1            | 2014年6月9日   | 勝利 | 4R 0:17 | TKO     | 入江翔太(KG大和)               | 日本   | プロデビュー戦                       |
| 2            | 2014年9月10日  | 引分 | 4R      | 判定1-1 | 澤田サウザー（角海老宝石）     | 日本   |                                      |
| 3            | 2014年11月22日 | 引分 | 4R      | 判定1-1 | 豊嶋亮太（帝拳）               | 日本   |                                      |
| 4            | 2015年2月23日  | 引分 | 4R      | 判定0-1 | 阪田壮亮(船橋ドラゴン)         | 日本   |                                      |
| 5            | 2015年3月30日  | 勝利 | 4R 1:30 | TKO     | 安藤暢文（高崎）               | 日本   | 2015年度東日本ウェルター級新人王予選 |
| 6            | 2015年5月15日  | 勝利 | 4R      | 判定3-0 | 馬場一浩(角海老宝石)           | 日本   | 2015年度東日本ウェルター級新人王予選 |
| 7            | 2015年7月4日   | 敗北 | 4R      | 判定0-3 | 永野祐樹 (帝拳)                | 日本   | 2015年度東日本ウェルター級新人王予選 |
| 8            | 2015年12月5日  | 敗北 | 6R      | 判定0-3 | 玉山将也(帝拳)                 | 日本   |                                      |
| 9            | 2016年2月11日  | 勝利 | 4R 1:22 | TKO     | 林和希ジュニア(八王子中屋)     | 日本   |                                      |
| 10           | 2016年9月4日   | 勝利 | 6R      | 判定3-0 | クウエ・ピーター（大橋）       | ガーナ |                                      |
| 11           | 2016年12月3日  | 敗北 | 6R 2:55 | TKO     | 永野祐樹 (帝拳)                | 日本   |                                      |
| 12           | 2017年3月22日  | 勝利 | 8R      | 判定3-0 | 稲垣孝（フラッシュ赤羽）       | 日本   |                                      |
| 13           | 2017年7月10日  | 勝利 | 8R      | 判定3-0 | 佐藤矩彰（新日本木村）         | 日本   |                                      |
| 14           | 2017年11月22日 | 勝利 | 3R 0:15 | TKO     | 竹内護（ワタナベ）             | 日本   |                                      |
| 15           | 2018年1月1日   | 勝利 | 4R 1:56 | TKO     | ブンチュアイ・ポンスーンナーン | タイ   |                                      |
| 16           | 2018年6月21日  | 勝利 | 8R      | 判定3-0 | 藤中周作（金子）               | 日本   |                                      |
| 17           | 2018年11月12日 | 勝利 | 5R 2:06 | TKO     | 安藤暢文（高崎）               | 日本   |                                      |
| 18           | 2019年4月5日   | 勝利 | 8R      | 判定3-0 | 藤中周作（金子）               | 日本   |                                      |
| 19           | 2019年10月26日 | 敗北 | 4R 2:59 | TKO     | 小原佳太（三迫）               | 日本   | 日本ウェルター級王座挑戦者決定戦     |
| テンプレート |                |      |         |         |                                |        |                                      |